# Dětřich
Dětřich je mužské křestní jméno německého původu vzniklé z Dietrich, což znamená „vládce lidu“. Podle českého kalendáře má svátek 15. prosince.
Dívčí forma tohoto jména je Dětřiška.

## Domácky
Dětří, Dětříšek, Dětřa

## Dětřich v jiných jazycích
- Francouzsky: Thierry, Didier
- Frísky: Durk
- Německy: Dietrich
- Nizozemsky: Dirk

## Věkové rozdíly
Věkový rozdíl mezi nejmladším žijícím nositelem tohoto jména a nejstarším, je sedmdesát šest let. Pozoruhodnější je ale věkový rozdíl mezi nejmladším, a druhým nejmladším, ten je celých padesát čtyři let. O dalších dvanáct let se prodlužuje rozdíl na třetího nejmladšího, a to na rovných šedesát šest let. V tabulce je kompletní přehled věkových rozdílů třinácti doposud žijících nositelů tohoto jména. Je zde znázorněn rok narození, počet žijících z tohoto roku, a samotný věkový rozdíl. Stav je platný k 31.12.2013.
| Rok  | Počet | Rozdíl | Celkový |
| 2012 | 1     |        | 76      |
| 1958 | 1     | 54     | 76      |
| 1946 | 1     | 12     | 76      |
| 1943 | 2     | 3      | 76      |
| 1942 | 1     | 1      | 76      |
| 1941 | 2     | 1      | 76      |
| 1940 | 2     | 1      | 76      |
| 1939 | 1     | 1      | 76      |
| 1938 | 1     | 1      | 76      |
| 1936 | 1     | 2      | 76      |